# Bragny-sur-Saône
Bragny-sur-Saône és un municipi francès, situat al departament de Saona i Loira i a la regió de Borgonya - Franc Comtat. L'any 2007 tenia 574 habitants.

## Demografia

### Població
El 2007 la població de fet de Bragny-sur-Saône era de 574 persones. Hi havia 232 famílies, de les quals 56 eren unipersonals (20 homes vivint sols i 36 dones vivint soles), 100 parelles sense fills i 76 parelles amb fills.
La població ha evolucionat segons el següent gràfic:
Habitants censats

### Habitatges
El 2007 hi havia 325 habitatges, 236 eren l'habitatge principal de la família, 72 eren segones residències i 17 estaven desocupats. 316 eren cases i 1 era un apartament. Dels 236 habitatges principals, 216 estaven ocupats pels seus propietaris, 14 estaven llogats i ocupats pels llogaters i 6 estaven cedits a títol gratuït; 1 tenia una cambra, 12 en tenien dues, 33 en tenien tres, 71 en tenien quatre i 119 en tenien cinc o més. 222 habitatges disposaven pel capbaix d'una plaça de pàrquing. A 104 habitatges hi havia un automòbil i a 115 n'hi havia dos o més.

### Piràmide de població
La piràmide de població per edats i sexe el 2009 era:
| Homes | Edats   | Dones |
| ----- | ------- | ----- |
| 0     | 95 o +  | 0     |
| 0     | 90 a 94 | 0     |
| 8     | 85 a 89 | 4     |
| 4     | 80 a 84 | 8     |
| 16    | 75 a 79 | 8     |
| 4     | 70 a 74 | 16    |
| 16    | 65 a 69 | 16    |
| 20    | 60 a 64 | 20    |
| 12    | 55 a 59 | 8     |
| 12    | 50 a 54 | 12    |
| 32    | 45 a 49 | 32    |
| 8     | 40 a 44 | 16    |
| 16    | 35 a 39 | 8     |
| 16    | 30 a 34 | 12    |
| 8     | 25 a 29 | 12    |
| 8     | 20 a 24 | 0     |
| 16    | 15 a 19 | 12    |
| 4     | 10 a 14 | 24    |
| 4     | 5 a 9   | 36    |
| 12    | 0 a 4   | 4     |

## Economia
El 2007 la població en edat de treballar era de 329 persones, 232 eren actives i 97 eren inactives. De les 232 persones actives 208 estaven ocupades (121 homes i 87 dones) i 24 estaven aturades (6 homes i 18 dones). De les 97 persones inactives 32 estaven jubilades, 29 estaven estudiant i 36 estaven classificades com a «altres inactius».

### Ingressos
El 2009 a Bragny-sur-Saône hi havia 251 unitats fiscals que integraven 617,5 persones, la mediana anual d'ingressos fiscals per persona era de 17.258 €.

### Activitats econòmiques
Dels 8 establiments que hi havia el 2007, 1 era d'una empresa de fabricació d'altres productes industrials, 4 d'empreses de construcció, 1 d'una empresa de serveis, 1 d'una entitat de l'administració pública i 1 d'una empresa classificada com a «altres activitats de serveis».
Dels 3 establiments de servei als particulars que hi havia el 2009, 1 era un paleta i 2 guixaires pintors.
L'any 2000 a Bragny-sur-Saône hi havia 12 explotacions agrícoles que ocupaven un total de 636 hectàrees.

## Equipaments sanitaris i escolars
El 2009 hi havia una escola elemental.

## Poblacions més properes
El següent diagrama mostra les poblacions més properes.